# Tanytarsus lapponicus
Tanytarsus lapponicus är en tvåvingeart som beskrevs av Carl Johan Lindeberg 1970. Tanytarsus lapponicus ingår i släktet Tanytarsus och familjen fjädermyggor.
Artens utbredningsområde är Manitoba. Arten har ej påträffats i Sverige. Inga underarter finns listade i Catalogue of Life.